# Командорский кальмар
Командо́рский кальма́р (лат. Berryteuthis magister) — вид головоногих моллюсков из отряда океанических кальмаров (Oegopsida)..
Кальмары имеют обтекаемое торпедообразное тело, что позволяет им двигаться с большой скоростью «хвостом» вперёд, основной способ движения — реактивный.
Встречается в Охотском, Беринговом и Японском морях. Самки командорского кальмара крупнее самцов; их максимальные размеры — 42—43 см, масса до 2,2—2,6 кг.
Питается командорский кальмар крупным зоопланктоном и мелкой рыбой.
Половая зрелость наступает при достижении длины 20—25 см у самцов и 25—30 у самок. Живёт до 2 лет.
Командорский кальмар служит предметом промысла в России, Японии, КНДР и Южной Корее.